# Senoncourt-les-Maujouy
Senoncourt-les-Maujouy é uma comuna francesa na região administrativa de Grande Leste, no departamento de Meuse. Estende-se por uma área de 14,94 km². Em 2010 a comuna tinha 102 habitantes (densidade: 6,8 hab./km²).